# Neuville-lès-This
Neuville-lès-This è un comune francese di 402 abitanti situato nel dipartimento delle Ardenne nella regione del Grand Est.

## Società

### Evoluzione demografica
Abitanti censiti